# 朱奕龙
朱奕龙（1964年—），汉族，中华人民共和国政治人物，全国工商联执委、全国侨联副主席、宁夏回族自治区工商联副主席，第十一届全国政协委员。

## 生平
2008年，当选第十一届全国政协委员，代表中华全国归国华侨联合会，分入第二十五组。2018年1月，当选第十三届全国政协委员。